# Eric Kripke
Eric Kripke (Toledo, 24 aprile 1974) è uno sceneggiatore, regista e produttore televisivo statunitense, noto per essere il creatore delle serie televisive Supernatural e The Boys.

## Biografia
Kripke è nato il 24 aprile 1974 a Toledo, Ohio. Nel 1992 si è diplomato al Sylvania Southview High School, dove spesso si dilettava a produrre pellicole fatte in casa. Nel 1996 si è laureato presso la USC School of Cinematic Arts.

## Carriera
Nel 1997 Kripke diresse due cortometraggi: Battle of the Sexes e Truly Committed. In seguito sviluppò per la televisione e sceneggiò la serie Tarzan (2003) e scrisse il soggetto del film Boogeyman - L'uomo nero (2005).
Nel 2005 creò la serie televisiva Supernatural; Kripke lavorò per le prime cinque stagioni come produttore esecutivo e showrunner; a partire dalla sesta, lasciò quest'ultimo ruolo alla collega Sera Gamble, pur mantenendo il compito di produttore esecutivo.
Dal 2019 è produttore esecutivo per la serie The Boys, trasmessa su Amazon Prime Video.

## Filmografia

### Sceneggiatore
- Battle of the Sexes, regia di Eric Kripke - cortometraggio (1997)
- Truly Committed, regia di Eric Kripke - cortometraggio (1997)
- Tarzan - serie TV, 8 episodi (2003)
- Boogeyman - L'uomo nero (Boogeyman), regia di Stephen Kay (2005)
- Boogeyman 2 - Il ritorno dell'uomo nero (Boogeyman 2), regia di Jeff Betancourt (2005)
- Supernatural - serie TV, 11 episodi (2005-2020)
- Revolution - serie TV (2012)
- Timeless – serie TV (2016-2018)
- Il mistero della casa del tempo (The House with a Clock in Its Walls), regia di Eli Roth (2018)

### Produttore
- Tarzan - serie TV, 8 episodi (2003)
- Boogeyman - L'uomo nero (Boogeyman), regia di Stephen Kay (2005)
- Ghostfacers - webserie, 10 episodi (2010)
- I guardiani del destino (The Adjustment Bureau), regia di George Nolfi (2011)
- Supernatural - serie TV, 126 episodi (2005-2020)
- Revolution - serie TV (2012)
- Timeless – serie TV (2016-2018)
- Il mistero della casa del tempo (The House with a Clock in Its Walls), regia di Eli Roth (2018)
- The Boys- serie TV (2019-in corso)
- Gen V - serie TV, 8 episodi (2023-in corso)

### Regista
- Battle of the Sexes - cortometraggio (1997)
- Truly Committed - cortometraggio (1997)
- Supernatural - serie TV, episodi 2x20-4x22-6x21 (2007-2011)
- The Boys- serie TV (2019)